# 1. Fußball-Club Nürnberg Verein für Leibesübungen 1978-1979
Questa voce raccoglie le informazioni riguardanti il 1. Fußball-Club Nürnberg Verein für Leibesübungen nelle competizioni ufficiali della stagione 1978-1979.

## Stagione
Nella stagione 1978-1979 il Norimberga, allenato da Werner Kern e Robert Gebhardt, concluse il campionato di Bundesliga al 17º posto. In Coppa di Germania il Norimberga fu eliminato in semifinale dal Fortuna Düsseldorf.

## Rosa
| N. |                     | Ruolo | Calciatore          |
| -- | ------------------- | ----- | ------------------- |
|    | Germania (bandiera) | P     | Gerhard Hummel      |
|    | Germania (bandiera) | D     | Bertram Beierlorzer |
|    | Germania (bandiera) | D     | Günter Dämpfling    |
|    | Germania (bandiera) | D     | Norbert Eder        |
|    | Germania (bandiera) | D     | Hans Pausch         |
|    | Germania (bandiera) | D     | Peter Stocker       |
|    | Germania (bandiera) | D     | Jürgen Täuber       |
|    | Germania (bandiera) | D     | Horst Weyerich      |
|    | Germania (bandiera) | C     | Winfried Berkemeier |
|    | Germania (bandiera) | C     | Franz Heitzer       |
|    | Germania (bandiera) | C     | Uli Hoeneß          |

| N. |                     | Ruolo | Calciatore          |
| -- | ------------------- | ----- | ------------------- |
|    | Germania (bandiera) | C     | Dieter Lieberwirth  |
|    | Serbia (bandiera)   | C     | Slobodan Petrovic   |
|    | Germania (bandiera) | C     | Bernd Schmider      |
|    | Germania (bandiera) | C     | Reinhold Schöll     |
|    | Germania (bandiera) | A     | Herbert Heidenreich |
|    | Germania (bandiera) | A     | Peter Sommer        |
|    | Germania (bandiera) | A     | Detlev Szymanek     |
|    | Germania (bandiera) | A     | Klaus Täuber        |
|    | Germania (bandiera) | A     | Hans Walitza        |
|    | Serbia (bandiera)   | A     | Miodrag Živaljević  |

## Organigramma societario
Area tecnica
- Allenatore: Robert Gebhardt
- Allenatore in seconda:
- Preparatore dei portieri:
- Preparatori atletici:

## Calciomercato

### Sessione estiva
| Acquisti | Acquisti            | Acquisti                 | Acquisti |
| R.       | Nome                | da                       | Modalità |
| -------- | ------------------- | ------------------------ | -------- |
| C        | Uli Hoeneß          | Bayern Monaco            |          |
| C        | Bernd Schmider      | Stoccarda                |          |
| A        | Detlev Szymanek     | Fortuna Düsseldorf       |          |
| C        | Winfried Berkemeier | TeBe Berlino             |          |
| A        | Herbert Heidenreich | TeBe Berlino             |          |
| C        | Franz Heitzer       | Jahn Ratisbona (allievi) |          |

| Cessioni | Cessioni             | Cessioni | Cessioni |
| R.       | Nome                 | a        | Modalità |
| -------- | -------------------- | -------- | -------- |
| A        | Alfred Steinkirchner | Friburgo |          |
| A        | Siegfried Susser     | Friburgo |          |
| A        | Werner Dorok         | Bayreuth |          |

### Sessione invernale
| Acquisti | Acquisti | Acquisti | Acquisti |
| R.       | Nome     | da       | Modalità |
| -------- | -------- | -------- | -------- |

| Cessioni | Cessioni | Cessioni | Cessioni |
| R.       | Nome     | a        | Modalità |
| -------- | -------- | -------- | -------- |

## Risultati

### Bundesliga

#### Girone di andata
| Arbitro: | Ohmsen |

|  |           |                     |
|  | Marcatori | 32’ Abel 81’ Eggert |

| Arbitro: | Stäglich |

|                                               |           |  |
| Beck 27’ Volkert 37’ (rig.), 50’ Schmider 74’ | Marcatori |  |

| Arbitro: | Waltert |

|                                         |           |                  |
| Kliemann 29’ (aut.) Weyerich 75’ (rig.) | Marcatori | 87’ (rig.) Brück |

| Arbitro: | Roth |

|                     |           |  |
| Gerber 18’ Hein 66’ | Marcatori |  |

| Arbitro: | Eschweiler |

|                                       |           |                      |
| Steinkirchner 59’ Živaljević 67’, 68’ | Marcatori | 47’ Weber 85’ Wagner |

| Arbitro: | Ahlenfelder |

|                                      |           |  |
| Pirrung 31’ Toppmöller 83’ Wendt 87’ | Marcatori |  |

| Arbitro: | Hontheim |

|                                   |           |                 |
| Nickel 12’ Erler 31’ Hollmann 38’ | Marcatori | 87’ Heidenreich |

| Arbitro: | Treib |

|                                             |           |                      |
| Schmider 27’ Beierlorzer 61’ Berkemeier 74’ | Marcatori | 34’ Weikl 52’ Allofs |

| Arbitro: | Risse |

|                                                       |           |                 |
| Hrubesch 20’ Kaltz 58’ (rig.) Reimann 68’ Hartwig 83’ | Marcatori | 69’ Heidenreich |

| Arbitro: | Linn |

|                                |           |                       |
| Živaljević 29’ Heidenreich 61’ | Marcatori | 58’ Huber 86’ Lippens |

| Arbitro: | Niemann |

|           |           |  |
| Dietz 85’ | Marcatori |  |

| Arbitro: | Luca |

|  |           |                             |
|  | Marcatori | 6’ Lütkebohmert 17’ Fischer |

| Arbitro: | Kindervater |

|                             |           |  |
| Borchers 59’ Hölzenbein 90’ | Marcatori |  |

| Arbitro: | Heitmann |

|  |           |                |
|  | Marcatori | 88’ Eilenfeldt |

| Arbitro: | Roth |

|                                                     |           |  |
| Schwarzenbeck 4’ Oblak 39’ Breitner 53’, 68’ (rig.) | Marcatori |  |

| Arbitro: | Horstmann |

|          |           |  |
| Eder 42’ | Marcatori |  |

| Arbitro: | Meuser |

|                          |           |            |
| Hiller 5’ Röber 53’, 59’ | Marcatori | 47’ Täuber |

#### Girone di ritorno
| Arbitro: | Redelfs |

|                        |           |                |
| Eggeling 39’ Woelk 58’ | Marcatori | 82’ Živaljević |

| Arbitro: | Ahlenfelder |

|                |           |  |
| Berkemeier 30’ | Marcatori |  |

| Arbitro: | Eschweiler |

|                                          |           |                |
| Beer 13’, 84’ Brück 31’ Blechschmidt 39’ | Marcatori | 87’ Berkemeier |

| Arbitro: | Engel |

|                |           |           |
| Lieberwirth 7’ | Marcatori | 2’ Müller |

| Arbitro: | Ohmsen |

|              |           |                                |
| Bechtold 75’ | Marcatori | 39’ Weyerich 83’, 85’ Szymanek |

| Norimberga 17 marzo 1979, ore 15:30 CET 23ª giornata | Norimberga  | 0 – 0 referto | Kaiserslautern | Städtisches Stadion (48 000 spett.)\| Arbitro: \| Kindervater \| |
| Arbitro:                                             | Kindervater |               |                |                                                                  |

| Arbitro: | Hennig |

|  |           |                                     |
|  | Marcatori | 16’ Handschuh 61’ Krause 75’ Nickel |

| Arbitro: | Linn |

|                                  |           |                                             |
| Seel 6’ Zimmermann 9’ Bommer 68’ | Marcatori | 22’ Berkemeier 31’ Lieberwirth 58’ Szymanek |

| Arbitro: | Assenmacher |

|                                           |           |                                    |
| Weyerich 11’ Szymanek 42’ Lieberwirth 69’ | Marcatori | 12’ Buljan 30’ Hrubesch 35’ Hidien |

| Arbitro: | Heitmann |

|                         |           |  |
| Geyer 13’ Schneider 88’ | Marcatori |  |

| Arbitro: | Quindeau |

|                              |           |            |
| Dronia 23’ (aut.) Täuber 65’ | Marcatori | 50’ Jakobs |

| Gelsenkirchen 21 aprile 1979, ore 15:30 CEST 29ª giornata | Schalke 04 | 0 – 0 referto | Norimberga | Parkstadion (18 000 spett.)\| Arbitro: \| Barnick \| |
| Arbitro:                                                  | Barnick    |               |            |                                                      |

| Norimberga 5 maggio 1979, ore 15:30 CEST 30ª giornata | Norimberga | 0 – 0 referto | Eintracht Francoforte | Städtisches Stadion (21 000 spett.)\| Arbitro: \| Risse \| |
| Arbitro:                                              | Risse      |               |                       |                                                            |

| Arbitro: | Roth |

|                            |           |  |
| Schildt 65’ Eilenfeldt 88’ | Marcatori |  |

| Arbitro: | Burgers |

|                                                           |           |                                |
| Täuber 3’ Lieberwirth 5’ Weyerich 60’ (rig.) Szymanek 88’ | Marcatori | 18’ (rig.) Breitner 77’ Gruber |

| Arbitro: | Hontheim |

|                             |           |                     |
| Simonsen 3’, 57’ Schäfer 8’ | Marcatori | 61’ (rig.) Weyerich |

| Arbitro: | Assenmacher |

|                         |           |                    |
| Schmider 60’ Täuber 86’ | Marcatori | 67’ Röber 71’ Linz |

### Coppa di Germania
| Arbitro: | Walther |

|                                                       |           |  |
| Walitza 6’ Berkemeier 22’ Stocker 78’ Lieberwirth 87’ | Marcatori |  |

| Arbitro: | Joos |

|             |           |                                |
| Beichle 64’ | Marcatori | 5’, 46’ Walitza 40’ Živaljević |

| Arbitro: | Barnick |

|  |           |                            |
|  | Marcatori | 16’ Lieberwirth 76’ Täuber |

| Arbitro: | Nickel |

|                                                                    |           |          |
| Täuber 0’, 80’ Szymanek 45’, 46’, 67’ Weyerich 77’ Heidenreich 88’ | Marcatori | 41’ Aido |

| Arbitro: | Joos |

|                                 |           |  |
| Stocker 31’ Weyerich 57’ (rig.) | Marcatori |  |

| Arbitro: | Meuser |

|                                               |           |             |
| Allofs 31’ Seel 105’ Bommer 107’ Günther 118’ | Marcatori | 2’ Schmider |

## Statistiche

### Statistiche di squadra
| Competizione      | Punti | In casa | In casa | In casa | In casa | In casa | In casa | In trasferta | In trasferta | In trasferta | In trasferta | In trasferta | In trasferta | Totale | Totale | Totale | Totale | Totale | Totale | DR  |
| Competizione      | Punti | G       | V       | N       | P       | Gf      | Gs      | G            | V            | N            | P            | Gf           | Gs           | G      | V      | N      | P      | Gf     | Gs     | DR  |
| ----------------- | ----- | ------- | ------- | ------- | ------- | ------- | ------- | ------------ | ------------ | ------------ | ------------ | ------------ | ------------ | ------ | ------ | ------ | ------ | ------ | ------ | --- |
| Bundesliga        | 24    | 17      | 7       | 6       | 4       | 24      | 24      | 17           | 1            | 2            | 14           | 12           | 43           | 34     | 8      | 8      | 18     | 36     | 67     | -31 |
| Coppa di Germania | -     | 3       | 3       | 0       | 0       | 13      | 1       | 3            | 2            | 0            | 1            | 6            | 5            | 6      | 5      | 0      | 1      | 19     | 6      | +13 |
| Totale            | 24    | 20      | 10      | 6       | 4       | 37      | 25      | 20           | 3            | 2            | 15           | 18           | 48           | 40     | 13     | 8      | 19     | 55     | 73     | -18 |

### Andamento in campionato
| Giornata  | 1  | 2  | 3  | 4  | 5  | 6  | 7  | 8  | 9  | 10 | 11 | 12 | 13 | 14 | 15 | 16 | 17 | 18 | 19 | 20 | 21 | 22 | 23 | 24 | 25 | 26 | 27 | 28 | 29 | 30 | 31 | 32 | 33 | 34 |
| --------- | -- | -- | -- | -- | -- | -- | -- | -- | -- | -- | -- | -- | -- | -- | -- | -- | -- | -- | -- | -- | -- | -- | -- | -- | -- | -- | -- | -- | -- | -- | -- | -- | -- | -- |
| Luogo     | C  | T  | C  | T  | C  | T  | T  | C  | T  | C  | T  | C  | T  | C  | T  | C  | T  | T  | C  | T  | C  | T  | C  | C  | T  | C  | T  | C  | T  | C  | T  | C  | T  | C  |
| Risultato | P  | P  | V  | P  | V  | P  | P  | V  | P  | N  | P  | P  | P  | P  | P  | V  | P  | P  | V  | P  | N  | V  | N  | P  | N  | N  | P  | V  | N  | N  | P  | V  | P  | N  |
| Posizione | 15 | 18 | 14 | 17 | 14 | 15 | 17 | 16 | 16 | 17 | 17 | 17 | 18 | 18 | 18 | 18 | 18 | 18 | 18 | 18 | 18 | 17 | 17 | 17 | 17 | 17 | 17 | 17 | 17 | 17 | 17 | 17 | 17 | 17 |

Legenda:

Luogo: C = Casa; T = Trasferta. Risultato: V = Vittoria; N = Pareggio; P = Sconfitta.

### Statistiche dei giocatori
| Giocatore        | Bundesliga | Bundesliga | Bundesliga  | Bundesliga | Coppa di Germania | Coppa di Germania | Coppa di Germania | Coppa di Germania | Totale   | Totale | Totale      | Totale     |
| Giocatore        | Presenze   | Reti       | Ammonizioni | Espulsioni | Presenze          | Reti              | Ammonizioni       | Espulsioni        | Presenze | Reti   | Ammonizioni | Espulsioni |
| ---------------- | ---------- | ---------- | ----------- | ---------- | ----------------- | ----------------- | ----------------- | ----------------- | -------- | ------ | ----------- | ---------- |
| B. Beierlorzer   | 23         | 1          | 1           | 0          | 4                 | 0                 | 1                 | 0                 | 27       | 1      | 2           | 0          |
| W. Berkemeier    | 32         | 4          | 4           | 0          | 6                 | 1                 | 0                 | 0                 | 38       | 5      | 4           | 0          |
| G. Dämpfling     | 11         | 0          | 0           | 0          | 5                 | 0                 | 1                 | 0                 | 16       | 0      | 1           | 0          |
| N. Eder          | 29         | 1          | 3           | 0          | 5                 | 0                 | 1                 | 0                 | 34       | 1      | 4           | 0          |
| H. Heidenreich   | 25         | 3          | 0           | 0          | 4                 | 1                 | 0                 | 0                 | 29       | 4      | 0           | 0          |
| F. Heitzer       | 0          | 0          | 0           | 0          | 0                 | 0                 | 0                 | 0                 | 0        | 0      | 0           | 0          |
| U. Hoeneß        | 11         | 0          | 0           | 0          | 1                 | 0                 | 0                 | 0                 | 12       | 0      | 0           | 0          |
| G. Hummel        | 15         | 0          | 0           | 0          | 3                 | 0                 | 0                 | 0                 | 18       | 0      | 0           | 0          |
| D. Lieberwirth   | 27         | 4          | 2           | 0          | 5                 | 2                 | 0                 | 0                 | 32       | 6      | 2           | 0          |
| M. Müller        | 21         | 0          | 1           | 0          | 3                 | 0                 | 0                 | 0                 | 24       | 0      | 1           | 0          |
| H. Pausch        | 4          | 0          | 1           | 0          | 0                 | 0                 | 0                 | 0                 | 4        | 0      | 1           | 0          |
| S. Petrovic      | 3          | 0          | 0           | 0          | 1                 | 0                 | 0                 | 0                 | 4        | 0      | 0           | 0          |
| B. Schmider      | 27         | 2          | 1           | 0          | 4                 | 1                 | 0                 | 0                 | 31       | 3      | 1           | 0          |
| R. Schöll        | 32         | 0          | 3           | 0          | 4                 | 0                 | 1                 | 0                 | 36       | 0      | 4           | 0          |
| P. Sommer        | 2          | 0          | 0           | 0          | 0                 | 0                 | 0                 | 0                 | 2        | 0      | 0           | 0          |
| A. Steinkirchner | 5          | 1          | 1           | 0          | 1                 | 0                 | 0                 | 0                 | 6        | 1      | 1           | 0          |
| P. Stocker       | 28         | 0          | 1           | 0          | 6                 | 2                 | 0                 | 0                 | 34       | 2      | 1           | 0          |
| S. Susser        | 10         | 0          | 2           | 0          | 2                 | 0                 | 0                 | 0                 | 12       | 0      | 2           | 0          |
| D. Szymanek      | 21         | 5          | 2           | 0          | 3                 | 3                 | 0                 | 0                 | 24       | 8      | 2           | 0          |
| J. Täuber        | 21         | 0          | 4           | 0          | 5                 | 0                 | 0                 | 0                 | 26       | 0      | 4           | 0          |
| K. Täuber        | 17         | 4          | 0           | 0          | 2                 | 3                 | 0                 | 0                 | 19       | 7      | 0           | 0          |
| H. Walitza       | 9          | 0          | 0           | 0          | 2                 | 3                 | 0                 | 0                 | 11       | 3      | 0           | 0          |
| H. Weyerich      | 33         | 5          | 9           | 0          | 6                 | 2                 | 0                 | 0                 | 39       | 7      | 9           | 0          |
| M. Živaljević    | 19         | 4          | 1           | 0          | 3                 | 1                 | 1                 | 0                 | 22       | 5      | 2           | 0          |